# Поплавка Ярослав Ігорович
Ярослав Ігорович Поплавка (нар. 16 жовтня 1992, Знам'янка, Кіровоградська область, Україна) — український футболіст, півзахисник.

## Життєпис
Ярослав Поплавка народився 16 жовтня 1992 року в місті Знам'янка Кіровоградської області. З 2007 по 2009 роки в ДЮФЛУ виступав у складі олександрійського «Аметиста-2001». Дорослу футбольну кар'єру розпочав у чемпіонаті Кіровоградської області, де з 2009 по 2011 рік виступав у долинському «Степу», ФК «Знам'янка» та «Олександрії-Аметист». Напередодні початку сезону 2011/12 років приєднався до ПФК «Олександрія», яка виступала в Прем'єр-лізі. Проте через високу конкуренцію до головної команди пробитися так і не зміг, натомість в першості дублерів за олександрійців зіграв 16 матчів. З 2013 по 2015 роки виступав у складі петрівських команд «Буревісник», «Агрофірма П'ятихатська» та «Інгулець». Напередодні початку сезонцу 2015/16 років приєднався до складу херсонського «Кристалу». Дебютував у футболці херсонського колективу 26 липня 2015 року в переможному (3:1) домашньому поєдинку 1-го туру другої ліги чемпіонату України проти чернівецької «Буковини». Ярослав вийшов на поле в стартовому складі та відіграв увесь подинок. 10 серпня 2015 року увійшов до символічної збірної третього туру другої ліги чемпіонату України (на позиції лівого захисника) за версією інтернет видання football.ua. Того сезону в складі «Кристалу» зігра 16 матчів у другій лізі та 2 поєдинки в кубку України. У 2016 році також виступав у другій команді «Кристалу». Наприкінці червня 2016 року залишив розташування херсонського клубу
З 2017 року захищав кольори клубу СК «Дніпро-1». У складі дніпровського клубу дебютував 15 липня 2017 року в переможному (1:0) домашньому поєдинку 1-го туру другої ліги чемпіонату України проти харківського «Металіста 1925». Ярослав вийшов на поле на 69-ій хвилині, замінивши Олега Кожушко. Дебютним голами в футболці «Дніпра-1» відзначився 21 липня 2017 року на 15-ій (реалізував пенальті) та 87-ій хвилинах переможного (8:0) виїзного поєдинку 2-го туру другої ліги чемпіонату України проти запорізького «Металурга». Поплавка вийшов у стартовому складі та відіграв увесь матч.